# كأس إيطاليا 2017–18
2017-2018 كأس إيطاليا (بالإيطالية: Coppa Italia 2017-2018)‏ هو الموسم 71 من  كأس إيطاليا. أقيم بتاريخ 29 يوليو 2017، وأشرف على تنظيمه رابطة الدوري الإيطالي للمحترفين، وكان عدد الأندية المشاركة فيه  78، وفاز فيه يوفنتوس.